# Долгоруковський обеліск
Долгоруковський обеліск (крим. Dolğorukov tiklitaşli) — перший російський пам'ятник Сімферополя.

## Історія
Під час російсько-турецької війни (1768—1774) російські війська під проводом Василя Михайловича Долгорукого штурмували Перекоп. У червні 1771 року російський корпус отримав перемогу над 50 000 кримськими татарами й 7000 турками, після чого були захоплені Керч, Єні-Калє, Кафа, Балаклава, Кезлев і Тамань. За цей внесок у анексію Криму Російською імперією у день мирного Кючук-Кайнарджійського договіру (21 червня 1774 р.) Долгоруков отримав шпагу, що було прикрашено алмазами, орден Св. Андрія Первозваного й титул «Кримський». На честь полководця було названо яйлу, одну з центральних вулиць Сімферополя. Йому ж посвятили перший російський монумент Сімферополя, що мав увіковічити боротьбу Російської імперії за вихід до Чорного моря.
5 квітня 1842 року відбулася церемонія закладання пам'ятника. Його було побудовано на гроші онука полководця. Також активну участь брав генерал-губернатор Новоросійського краю М. Воронцов.
Замовлення на виготовлення медальйонів, що були розташовані з чотирьох боків монументу, виконав професор Штрейхенберг. Михайло Сергійович Воронцов забезпечив найшвидше транспортування барельєфів із Італії.
Російський майстер Федір Вахрушов виконав п'єдестал і шпиль із діориту. За периметром квадратного стилобату пам'ятник оточували чавунні світильники, конічні діоритові стовпчики із чавунними ланцюгами. До кутових стовпчиків нахилялися трьохдюймові пушки 18 століття. Все це органічно доповнювало композицію монументу.
Відведення центральної площі міста навпроти Олександро-Невського собору було обрано Воронцовим.
Будування обеліска обійшлося в 50 тис. рублів.

## Опис монументу

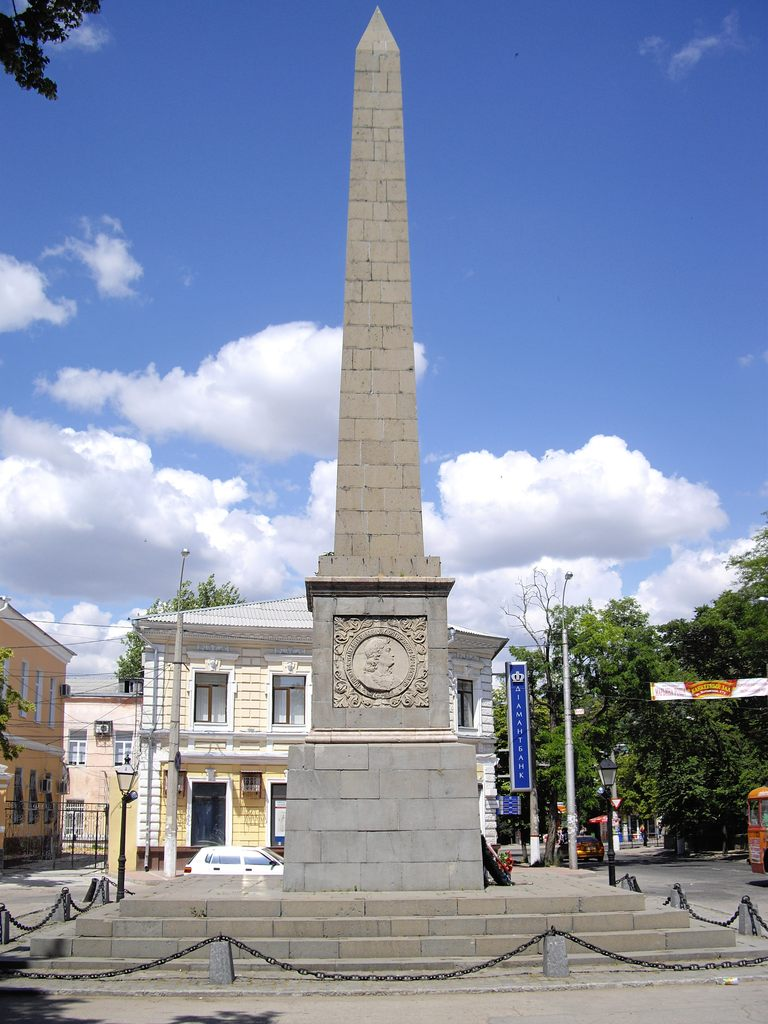
Долгоруковський шпиль у 2009 році

Північний і південний медальйони

Обеліск має форму чотиригранної призми, яку складено з сірого кримського діориту. Завершення обеліска — пірамідальне. Композиція складається з чотирьох діоритових східців, п'єдестал заввишки 5,49 м. Тіло обеліска прикрашено з чотирьох боків скульптурними медальйонами. Карниз прикрашено рожевим мармуровим поясом і зубцями з каррарського мармуру. Шпиль виконано з діориту. Загальна висота пам'ятника становить 20, 6 м. Монументальність придає два види мармуру, що було використано для зведення монументу.

### Скульптурні медальйони
На південному медальйоні було зображено герб князів Долгоруких, на якому розміщені орел та архангел Михаїл, рука зі стрілою й вежу.

Східний і західний медальйони

На барельєфі зі східного боку князь Долгоруков вручає закони народам, що були скорені при захваті Криму. Вони несуть князеві дорогі дари. У нижній частині — православний священик, коло якого зібралося багато людей. На дальньому плані — воїни, що відступають після поразки, перев'язують поранення. У центрі розміщено великий хрест, як символ поширення християнства серед місцевого мусульманського населення.
На медальйоні з західного боку зображено битву. На передньому плані — сам полководець Долгоруков-Кримський. У центрі — двоголовий орел, як символ приєднання Криму до Російської імперії.

## Обеліск у ХХ-XXI ст
За час свого існування монумент двічі ремонтували. У результаті цього зовнішній вигляд його змінювався. 21 грудня 1912 року відбулася реставрація пам'ятника, та впродовж наступних 40 років його не ремонтували. У 20-ті роки медальйони було зірвано (два з них зараз зберігаються в лапідарії Кримського краєзнавчого музею). Із 16 різних мармурових деталей лишилося 3, від ліхтарів — 3 чавунні стійки, одну пушку було втрачено. У 1952 року частково відновили обеліск. Мармурові медальйони було замінено на бетонні. Два з них — часткові копії перших, два інші — повністю змінено.
У 80-х роках 20 століття у зв'язку з ювілеєм міста було прийнято рішення відреставрувати пам'ятник. Почалися пошуки медальйонів — ескізи їх було знайдено в Музеї мистецтв ім. О. С. Пушкіна в Петербурзі.
У ході реставрації 2010—2011 рр. були відновлені прикраси пам'ятника — акротерії, білі зубці й медальйони.
У січні 2011 року навколо обеліска розгорнувся скандал. Після реставрації на пам'ятнику відновили оригінальні медальйони, що прикрашали його до 1919 року: надписи «На цьому місці в 1771 році знаходився штаб командуючого російськими військами генерала В. М. Долгорукова» і «На пам'ять звільнення Криму російськими військами від турецьких загарбників у 1771 році» замінили на зображення хреста й двоглавого орла. Активісти Народного фронту «Севастополь-Крим-Росія» сприйняли це як наругу над пам'ятником і провели з цього приводу мітинг біля обеліска.